# Rue Victor Allard (Uccle)
Pour les articles homonymes, voir Rue Allard.
La rue Victor Allard (en néerlandais: Victor Allardstraat) est une rue bruxelloise de la commune d'Uccle

## Situation et accès
Elle relie la chaussée d'Alsemberg à la gare d'Uccle-Stalle.

## Origine du nom
Elle rend honneur au sénateur et ancien bourgmestre d'Uccle Victor Léon Odilon Allard (1840-1912).

## Historique
Tracée en 1873, sous le nom de « rue de la station », elle prend son nom actuel le 14 mars 1926.
Dans le nord de la France, il existe également une rue Victor-Allard à Lille.